# Obština Guljanci
Obština Guljanci (bulharsky Община Гулянци) je bulharská jednotka územní samosprávy v Plevenské oblasti. Leží ve středním Bulharsku v Dolnodunajské nížině, podél Dunaje u hranic s Rumunskem. Sídlem obštiny je město Guljanci, kromě něj zahrnuje obština 11 vesnic. Žije zde přibližně  obyvatel.

## Sídla
- Brest[p 1]
- Dăbovan[p 1]
- Dolni Vit[p 1]
- Gigen[p 1]
- Guljanci[p 2] (sídlo správy)
- Iskăr
- Kreta
- Lenkovo
- Milkovica[p 1]
- Somovit[p 1]
- Šijakovo
- Zagražden

## Sousední obštiny
| Růžice kompasu |                   |        |         | Růžice kompasu |
| Růžice kompasu |                   | Sever  | Nikopol | Růžice kompasu |
| Růžice kompasu | Obština Guljanci  |        | Nikopol | Růžice kompasu |
| Růžice kompasu | Jih               |        | Nikopol | Růžice kompasu |
| Růžice kompasu | Dolna Mitropolija | Pleven |         | Růžice kompasu |

## Obyvatelstvo
V obštině žije 10 745 obyvatel a je zde trvale hlášeno 10 825 obyvatel. Podle sčítání 7. září 2021 bylo národnostní složení následující:
- Bulhaři: 8 930 (98.5 %)
- Romové: 63 (0.7 %)
- Turci: 36 (0.4 %)
- ostatní: 35 (0.4 %)

V období 2011 až 2021 v obštině ubylo 2 509 obyvatel.